# Гимпу, Георгий Фёдорович
Георгий Фёдорович (Теодорович) Гимпу (рум. Gheorghe Ghimpu; 26 июля 1937, Колоница — 13 ноября 2000, Кишинёв) — советский молдавский учёный, диссидент, с 1989 года молдавский политический деятель и один из инициаторов выхода Молдавии из состава СССР. Известен как человек, который снял советский флаг со Здания Верховного совета Молдавской ССР (ныне Президентура Молдавии).

## Биография
Родился 26 июля 1937 в селе Колоница (ныне в секторе Чеканы города Кишинёв). Мать, Ирина Харлампиевна Урсу (ум. 2003), работала в колхозе. Отец, Фёдор Гимпу (ум. 1980), был преподавателем в школе, однако сам имел только семь классов образования. В семье также были братья Симеон (24 мая 1939 — 27 июля 2010), Виссарион и Михаил, сестра Валентина (мать Дорина Киртоакэ).
Окончил Приднестровский государственный университет имени Т. Г. Шевченко, факультет биологии (1960). Преподавал в школе города Страшены, Приднестровском государственном университете и Кишинёвском государственном университете. Проходил аспирантуру в Институте биологической физики АН СССР в Москве (не окончил из-за ареста).
С 1969 по 1971 годы Георгий Гимпу состоял в антисоветской подпольной организации «Национально-патриотический фронт Бессарабии и Северной Буковины», насчитывавшей более 100 человек, которая добивалась выхода Молдавии из состава СССР и включения её в состав Румынии. В декабре 1971 года организацию раскрыло КГБ не без помощи Иона Стэнеску, главы Государственного совета безопасности Социалистической Республики Румынии, и арестовало всех членов «фронта». Гимпу был осуждён 13 июля 1972 за антисоветскую деятельность и приговорён к 6 годам лишения свободы.
В 1990-е годы в Молдавии начались протесты с призывами к выходу из состава СССР. 27 апреля 1990 Георгий Гимпу, поговорив с тогдашним Председателем Верховного Совета Молдавской ССР Мирчей Снегуром, поднялся на крышу здания Верховного Совета и снял советский флаг, водрузив сине-жёлто-красное полотнище и вызвав внизу овации. Исторический момент был запечатлён на фотографии Николаем Пожегой.
В независимой Молдавии Гимпу был членом Народного фронта Молдовы, а также избирался в Парламент Молдавии в 1990 году от Румынской национальной партии.
На парламентских выборах 1994 года возглавлял список кандидатов от Демократической партии, набрав 1,32 % и депутатом не стал
В сентябре 2000 года как инициатор Международного трибунала по осуждению коммунизма участвовал в его съезде в Вильнюсе.
27 октября 2000 в Дондюшанах Гимпу попал в автокатастрофу, от последствий которой скончался в больнице Кишинёва 13 ноября 2000. Обстоятельства гибели до сих пор не установлены. Георге Гимпу и его коллега по ассоциации Ион Кафтанат ранним утром 27 октября 2000 года ехали на встречу с группой румынских ветеранов. Через три часа в пути, в 6:30 в машину, в которой они ехали, врезался грузовик, скрывшийся с места происшествия. Официальная версия властей: «по неустановленным пока причинам, Гимпу не справился с управлением автомобиля и на полной скорости врезался в дерево» (Баса-Пресс, 14 ноября 2000 г.).
1 декабря 2000 года Президент Румынии Эмиль Константинеску посмертно наградил Георге Гимпу командорским крестом национального ордена «За заслуги».
В 2010 году исполняющий обязанности президента Молдавии Михай Гимпу наградил высшим в Молдавии орденом Республики группу «борцов против тоталитарного оккупационного коммунистического режима», в том числе своего брата Георге Гимпу. Также были посмертно награждены участники организации «Лучники Штефана».